# Jürgen Sauer
Jürgen Sauer (* 11. Juni 1931 in Halle an der Saale; † 10. März 2011 in Sinzing) war ein deutscher Chemiker (Organische Chemie). Er war Hochschullehrer an der Universität Regensburg.
Sauer studierte Chemie an der Ludwig-Maximilians-Universität München mit der Promotion 1957 bei Rolf Huisgen. Er habilitierte sich 1963. Sauer wurde 1968 ordentlicher Professor für Organische Chemie in Regensburg und baute dort die Chemiefakultät mit auf. 1991 bis 1993 war er Prorektor der Universität. 1999 wurde er emeritiert.
1980 erhielt er mit Gottfried Märkl und Siegfried Hünig den Literaturpreis des Fonds der Chemischen Industrie für ihr Buch Integriertes Organisches Praktikum. Das Buch war Ergebnis ihrer Bemühungen um eine Reform des Chemiestudiums an ihren Universitäten.

## Schriften
- mit Gottfried Märkl, Siegfried Hünig: Integriertes Organisches Praktikum. Verlag Chemie, Weinheim 1979.